# 猪名川郵便局
猪名川郵便局（いながわゆうびんきょく）は兵庫県川辺郡猪名川町にある郵便局。民営化前の分類では集配普通郵便局であった。

## 概要
住所：〒666-0299 兵庫県川辺郡猪名川町白金3-2-2
民営化直前の集配業務再編において、多くの集配普通郵便局は統括センターとなったが、当局は配達センターとされたため、民営化後も郵便事業株式会社の支店は併設されず、集配センターが併設された。

## 沿革
- 1880年（明治13年）3月1日 - 広根（ひろね）郵便局（五等）として開設[1]。
- 1885年（明治18年）10月1日 - 貯金取扱を開始。
- 1892年（明治25年）5月16日 - 為替取扱を開始。
- 1952年（昭和27年）1月17日 - 中谷郵便局に改称[2]。
- 1969年（昭和44年）6月2日 - 猪名川町広根から同町柏梨田に移転。
- 1972年（昭和47年）2月25日 - 電話の加入および料金に関する簡易な事務を除く電話交換業務を、池田電報電話局に移管。
- 1977年（昭和52年）5月1日 - 猪名川郵便局に改称。
- 1991年（平成3年）10月21日 - 六瀬郵便局から集配業務を移管。
- 2000年（平成12年）9月1日 - 特定郵便局から普通郵便局に局種別改定。
- 2007年（平成19年）10月1日 - 民営化に伴い、併設された郵便事業宝塚支店猪名川集配センターに一部業務を移管。
- 2012年（平成24年）10月1日 - 日本郵便株式会社発足に伴い、郵便事業宝塚支店猪名川集配センターを猪名川郵便局に統合。

## 取扱内容
- 郵便、印紙、ゆうパック、内容証明
- 貯金、為替、振替、振込、国際送金、国債、投資信託
- 生命保険、バイク自賠責保険、自動車保険
- 地方公共団体事務（兵庫県住宅再建共済基金利用申込取次事務）
- ゆうちょ銀行ATM
- 川辺郡猪名川町内の集配業務

## 周辺
- 猪名川パークタウン
- イオンモール猪名川
- 猪名川町文化体育館（イナホール）
- 猪名川町立猪名川中学校

## アクセス
- 阪急バス 大原公園前停留所、猪名川町公共施設循環バス「ふれあいバス」 猪名川郵便局前停留所下車
- 阪神高速11号池田線 池田木部第二出入口から北西へ約10km
- 駐車場あり：7台